# Château de Vadencourt
Le château de Vadencourt est situé sur le territoire de la commune de Vadencourt, dans le département de la Somme, au nord-est d'Amiens.

## Historique
Le château de Vadencourt fut construit au XVIIe siècle. Henri Pingré de Vraignes  acquit le domaine de Vadencourt vers 1680 et le transmit à son gendre, Jean-François de Chassepot de Beaumont, capitaine-chef à la Grande Fauconnerie de France qui fit reconstruire le château presque entièrement au début du XVIIIe siècle. Il vendit le château en 1738 à François de Quellerie de Chanteraine qui acheva sa reconstruction dans les années 1740  .
Le château se transmet après lui dans sa descendance, aux familles de Villers au Tertre, de Malet de Coupigny, Louis de Lagrange, Le Sergeant d'Hendecourt et de Bonnault.
Charles Hourdequin acheta le château en 1921. Sa petite-fille, Christiane Vandenheede, décédée en 2005 légua le château aux Orphelins apprentis d’Auteuil, qui le laissa à l'abandon jusqu'à sa vente par adjudication le 7 juin 2019.
Les façades, la toiture et la grille d'honneur sont protégées au titre des monuments historiques : inscription par arrêté du 30 décembre 1988.
Le château a été ravagé par un incendie le 10 juillet 2018, l'aile gauche a été totalement dévastée.

## Caractéristiques
Le château de Vadencourt, érigé entre l'église et les sources de l'Hallue, se compose d'un corps de logis central encadré par des communs au nord et un corps de ferme au sud. Tous les bâtiments sont en craie, excepté l'élévation sud en briques et pierres. 
Le corps de logis est en rez-de-chaussée, avec un étage de comble couvert d'un toit à la Mansart. Les deux ailes en retour d'équerre, abritant les écuries (au nord) et la cuisine avec logement du fermier (au sud), sont couvertes par un toit à longs pans, pignons découverts. Elles sont épaulées par deux tours rondes coiffées d'un toit en poivrière. Une grille en fer forgée, exécutée par Jean-Baptiste Veyren, dit Le Vivarais, marque l'entrée du château entre les deux tours (on attribue également au Vivarais, la rampe de l'escalier, dans l'angle nord-ouest du corps de logis).
L'aile sud a conservé son mur sud du XVIIe siècle à lits alternés de brique et pierre et à pavillons d'angle saillants quadrangulaires.

## Jardin
Le château est entouré d'un parc arboré avec un bassin.